# Jean Panisse
Jean Panisse (Marsella, Francia; 17 de marzo de 1928-Ibidem; 1 de enero de 2021) fue un actor francés.

## Filmografía
- 1952
  - Manon des sources de Marcel Pagnol
  - Les Révoltés du Danaé de Georges Péclet
  - Le Club des 400 coups de Jacques Daroy
- 1953
  - Carnaval de Henri Verneuil
  - La Route Napoléon  de Jean Delannoy
  - Tabor de Georges Peclet
  - Un acte d'amour de Anatole Litvak
- 1954
  - Le Port du désir de Edmond T. Gréville
  - La Caraque blonde de Jacqueline Audry
- 1955
  - Trois de la Canebiere de Maurice de Canonge
  - Le Couteau sous la gorge de Jacques Séverac
- 1956
  - Le Cas du docteur Laurent de Jean-Paul Le Chanois
  - L'Eau vive de François Villiers
- 1959
  - Mademoiselle Ange (Ein Engel auf Erden) de Géza von Radványi
- 1961
  - Fanny de Joshua Logan
- 1962
  - L'Abominable Homme des douanes de Marc Allégret
- 1963
  - Le Roi du village de Henri Gruel
  - La Bande à Bobo de Tony Saytor
- 1964
  - El gendarme de Saint-Tropez de Jean Girault
  - L'Homme de Rio de Philippe de Broca
  - Das haus auf dem Hugel (Le Hibou chasse la nuit ) de Werner Klingler
- 1966
  - Ne nous fâchons pas (le ferrailleur) de Georges Lautner
- 1967:
  - Fleur d'oseille de Georges Lautner
  - Les Jeunes Loups de Marcel Carné
- 1968
  - Sous le signe de Monte-Cristo d'André Hunebelle
- 1969
  - Le Bourgeois gentil mec de Raoul André
  - La Honte de la famille de Richard Balducci
- 1970
  - Borsalino de Jacques Deray
- 1971
  - Sur un arbre perché de Serge Korber
  - Les Assassins de l'ordre de Marcel Carné
- 1972
  - Il était une fois un flic de Georges Lautner
  - Trop jolies pour être honnêtes de Richard Balducci
- 1975
  - L'Intrépide de Jean Girault
  - Le Gitan de José Giovanni
- 1976
  - Les Grands Moyens de Hubert Cornfield
- 1978
  - Les bidasses en vadrouille de Christian Caza/Michel Ardan
  - L'Ange gardien de Jacques Fournier
  - Ils sont grands, ces petits de Joël Santoni
- 1979
  - Le Temps des vacances de Claude Vital
  - Charles et Lucie de Nelly Kaplan
- 1981
  - L'Ombre rouge de Jean-Louis Comolli
- 1982
  - Le Gendarme et les Gendarmettes de Jean Girault
- 1983
  - On l'appelle catastrophe de Richard Balducci
- 1984
  - Joyeuses Pâques de Georges Lautner
- 1987
  - Doux amer de Franck Apprederis
- 1989
  - Les Cinq Dernières Minutes, épisode La mort aux truffes, réalisation Maurice Frydland (serie de televisión)
- 1990
  - Plein fer de Josée Dayan
- 1991
  - Mayrig de Henri Verneuil
- 2004
  - Plus belle la vie de Hubert Besson y Michelle Podroznik

## Fallecimiento
Jean Panisse falleció el 1 de enero de 2021 en Marsella, por complicaciones derivadas de la COVID-19. Tenía noventa y dos años.